# Badr (Al-Buhajra)
Badr (arab. بدر) – miasto w Egipcie, w muhafazie Al-Buhajra. W 2006 roku liczyło 20 971 mieszkańców.